# Action antifasciste
Pour les articles homonymes, voir AA et AFA.
« Antifa » redirige ici. Pour le mouvement américain, voir Antifa (États-Unis).
Pour l'organisation allemande des années 1930, voir Antifaschistische Aktion.
L’Action antifasciste, Antifaschistische Aktion, Antifascistische Aktie, Antifascist Action ou Antifascistisk Aktion — abrégé AFA (France et pays scandinaves) ou Antifa (allemand/néerlandais/anglais/italien)  — est un réseau informel de collectifs[réf. nécessaire] autonomes d'extrême gauche qui se réclament de l'antifascisme et promeuvent l'action directe contre toutes les formes d'extrême droite.
Des collectifs antifascistes sont présents surtout, mais pas seulement, en Allemagne, France, Belgique, Suisse, Pays-Bas, Suède, Italie, Danemark, Norvège, Australie, Canada, Israël et aux États-Unis.

## Définition
Le terme « antifa » renvoie, selon l'historien Gilles Vergnon, à « des positions qui relèvent soit de l’anarchie radicale, ou de l’ultragauche ». 

## Éléments historiques

### L'antifascisme avant 1945
C'est dans les années 1920, après la prise de pouvoir de Mussolini, qu’apparaît pour la première fois le concept d'« antifascisme » dans la communauté des réfugiés politiques italiens en France. En avril 1927, des opposants italiens au fascisme fondent la Concentration d'Action antifasciste (Concentrazione d'azione antifascista) réunissant des militants exilés de la plupart des forces de gauche à l'exception des communistes et des catholiques (PSIL, PSI, Parti républicain, CGL, Ligue italienne des Droits de l'Homme),. Elle est active jusqu'en 1934. À la même époque, des anarchistes seront à l'initiative d'un Comité d'action antifasciste.
En Allemagne, le 25 mai 1932, le Parti communiste d'Allemagne (KPD) lance une « Action antifasciste » pour faire barrage au Parti national-socialiste des travailleurs allemands (NSDAP). Il s'ensuit une collaboration entre quelques organisations du KPD et du Parti social-démocrate d'Allemagne (SPD).
En France, le 27 juillet 1934, les partis qui composeront le Front populaire signent un « pacte d’unité d’action antifasciste ». Son expression la plus notable est la puissante manifestation du 14 juillet 1935 convoquée à l’appel des trois partis constitutifs du Front populaire, de la CGT et de la CGTU et de dizaines d’associations.
En France, de 1934 à 1939, est constitué un Comité de vigilance des intellectuels antifascistes. Résolument internationaliste et pacifiste, ce comité regroupe principalement des intellectuels francophones de gauche décidés à s'opposer à la montée du fascisme en France comme en Europe,,. Pendant la Seconde Guerre mondiale, les Alliés continuent de se réclamer de l'antifascisme, qui est tout particulièrement utilisé par l'URSS et les résistants communistes.

### Les«antifas»contemporains

Le logo du Réseau No Pasaran (2010).

En 1985 à Londres (Royaume-Uni), le réseau décentralisé Anti-Fascist Action est créée en réaction aux Skinheads NS et WP et à la montée de l'extrême droite.
En France, après le massacre du 17 octobre 1961 par la police sont organisées plusieurs grandes manifestations antifascistes de novembre 1961 à février 1962 de plusieurs dizaines de milliers de personnes, qui font face à des violences policières nombreuses y compris contre des personnes âgées et des membres du conseil municipal de Paris et du conseil général de la Seine, dont son président Georges Dardel. Celles-ci mènent à évoquer face à un large public, dans la presse et la police, la présence d'éléments fascistes au sein de la police dissimulés après le 17 octobre. Ces manifestations mènent à l'apparition de nouveaux mouvements antifascistes plus radicaux qui s'organisent pour faire face aux attentats de l'OAS contre lesquels la police se révèle inefficace : à l'automne 1961 se crée le Front universitaire antifasciste, puis la Ligue d’action pour le Rassemblement antifasciste de Sartre, Bourdet, et Panijel, les Groupes d’action et de résistance du PSU, en mars 1962, qui complètent la lutte contr l'OAS hors du quartier latin. L'attentat perpétré par l'OAS le 6 février, qui vise André Malraux mais blesse en fait Delphine Renard, la fille de 4 ans de sa concierge d’André Malraux, qui devient partiellement aveugle et défiguré. Il achève de faire basculer l'opinion publique contre l'OAS, après le massacre des algériens du 17 octobre. Le 8 février 1968 février se déroule une nouvelle manifestation qui attire moins de participation par crainte des violences policières. Elle donne lieu à une charge de police frappant y compris des personnes inconscientes au sol, les blessés se réfugient à l'entrée de la station de métro Charonne, les policiers continuent les frapper et leur jettent divers objets dont de lourdes grilles métalliques, ils tuent ainsi 8 personnes dont un mineur, et une neuvième qui décèdera de ses blessures, et blessent une centaine de personnes parfois grièvement. Cette répression du 8 février 1962 donne lieu a une couverture médiatique extrêmement large et à des obsèques le 13 février qui est l'événement le plus suivi depuis la Libération et entrée dans l'histoire comme un symbole de la violence policière gratuite.
Puis, dans les années 1980 des collectifs antifascistes autonomes (Section carrément anti-Le Pen), souvent non organisés et non institués, se fédèrent en partie dans le Réseau No Pasaran qui s'auto-dissout en 2013.
En 1990, est créé le réseau associatif Ras l'front dont le but est de lutter contre le Front national et ses idées. Fin des années 2000, le réseau disparait.

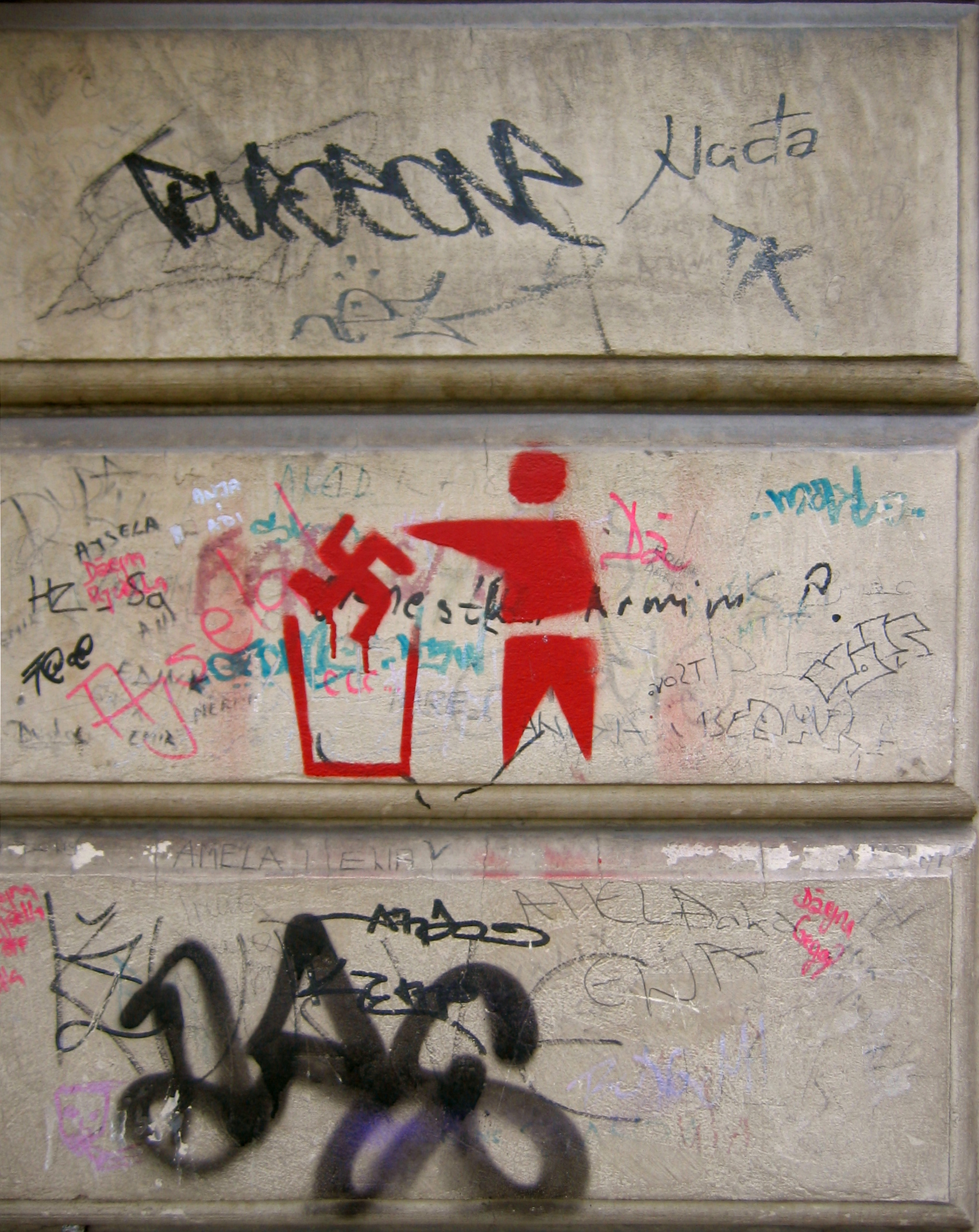
Graffiti antifasciste sur un mur de Sarajevo.

L'antifascisme contemporain n'est pas à proprement parler un mouvement unifié et structuré. Selon Gilles Vergnon, professeur d’histoire contemporaine à l’Institut d'études politiques de Lyon et auteur de l’Antifascisme en France : « le mouvement antifasciste n’est plus du tout organisé au niveau national comme c’était le cas dans les années 1990 », et par ailleurs, « c’est une mouvance qui postule un antifascisme radical, c’est-à-dire qu’il n’est pas question d’avoir des alliances larges contre le Front national : ils ne s’allient ni avec la droite modérée ni avec la gauche du gouvernement ».
Dans les années 2000, il n’existe plus d’organisation nationale active et coordonnées. Pour Guillaume Origoni, docteur en histoire contemporaine à Paris X, spécialiste des groupes radicaux, « depuis le début des années 2000 […] les modes d’action ne se réfèrent pas à un grand projet de transformation de la société mais plutôt à des combats précis […] En ce moment, ce sont les violences policières ».
En 2008 est créée l'Action antifasciste Paris-Banlieue.

## Organisation

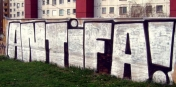
Graffiti antifa, Trnava, Slovaquie, 2007.

Les groupes se réclamant de l'appellation Action antifasciste ne sont ni un parti, ni une organisation politique formelle, ni une association. Ils s'organisent en « collectifs » qui agissent par différents moyens : manifestations, rassemblement, vandalisme, partage d’informations, réflexion théorique sur l’antifascisme, graffiti, musique, évènement culturel, etc..
Indépendants les uns des autres, les groupes, souvent « affinitaires », forment une mouvance plus qu'un véritable mouvement traditionnel organisé. Le politologue Nicolas Lebourg précise que « c’est assez typique d’une nouvelle forme de militantisme qui se construit loin d’un parti monolithique ou d’un léninisme d’une seule teinte ».
Ils disposent de sites internet ou de pages Facebook pour annoncer leurs actions.
Pour l'historien Gilles Vergnon, les antifas vivent aujourd'hui dans une « semi-clandestinité », pour eux, « le fascisme c'est l'État, la police, le capitalisme, l'homophobie, le racisme... C'est une vision très dilatée du fascisme ».

## Critiques

Logo du mouvement PEGIDA.

### Aux États-Unis
En juillet 2017, un rapport de l'État du New Jersey classe la surveillance des groupes antifas dans la catégorie du contre-terrorisme intérieur.

### Critiques de la part de l'extrême droite
Le logo du mouvement PEGIDA, mouvement de droite populiste (rechtspopulistisch), contre l'immigration islamique en Allemagne (fondé en 2014), montre un homme jetant dans une poubelle une croix gammée, un drapeau communiste, un logo de l'Action antifasciste et un drapeau de l'État islamique.
En 2017, Marine Le Pen, présidente du Front national, demande la dissolution des groupes antifas, les qualifiant de « milices d'extrême gauche, utilisées par le gouvernement »,.

## Galerie

Logo de l'Action antifasciste Paris-Banlieue
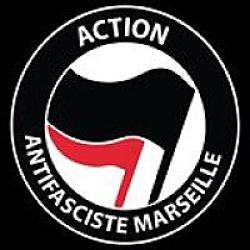
Logo de l'AFA Marseille
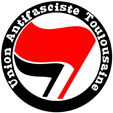
Logo de l'UAT
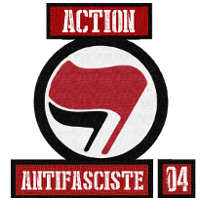
Logo de l'AFA 04
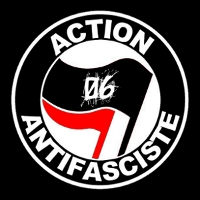
Logo de l'AFA 06